# مونيكا بوتلر
مونيكا بوتلر Monika Buttler (برلين 1939) أديبة وصحفية ألمانية.

## حياتها
درست مونيكا بوتلر علوم اللغة الألمانية وعلوم الأدب والفلسفة في هامبورغ. ثم عملت صحفية في مجال «علم الجمال المنزلي» Wohnästhetik, وألفت العديد من الكتب المتخصصة، منها كتب عن المطبخ القوقازي ومرض الربو.
ومنذ عام 2001 بدأت مونيكا بوتلر كتابة روايات بوليسية، وكذلك العديد من القصص القصيرة. وفي عام 2005 صدرت سيرتها الذاتية بعنوان «بيضة هتلر» Das Hitler-Ei.
ويتميز أسلوبها في رواياتها، بمزجها الكوميديا السوداء بصبغة ساخرة.
وهي تقيم حاليا في هامبورغ.

## من أعمالها
- سرقة القلب Herzraub
- العصر المظلم Dunkelzeit
- بيضة هتلر Das Hitler-Ei (سيرة ذاتية)